# Karol Eller
Flávia Caroline de Andrade Eller (Governador Valadares, 30 de janeiro de 1987 – São Paulo, 12 de outubro de 2023), mais conhecida como Karol Eller, foi uma influenciadora digital, ativista política e servidora pública brasileira-americana. Era prima de terceiro grau da cantora e compositora Cássia Eller. Filiada ao Partido Liberal (PL), atuou como assessora parlamentar na Assembleia Legislativa do Estado de São Paulo (Alesp) e foi gerente de jornalismo na Empresa Brasil de Comunicação (EBC). Ganhou projeção nas redes sociais por seu alinhamento conservador e aproximação com figuras públicas ligadas à direita e a Jair Bolsonaro.

## Biografia

### Início de vida, carreira no exterior e início de vida política
Nascida em Governador Valadares, em Minas Gerais, mudou-se para os Estados Unidos ainda na adolescência, estabelecendo-se na Flórida, onde viveu por cerca de 15 anos. Lá, trabalhou como promotora de eventos e organizadora de shows, especialmente voltados à comunidade brasileira. Suas manifestações em apoio a Jair Bolsonaro tiveram início em 2016, quando passou a rebater opositores que o associavam como sendo contra a população LGBT. Na época, publicou um vídeo justificando sua decisão, como mulher lésbica, de apoiar o então deputado e futuro candidato à presidência da República. Em 2018, retornou ao Brasil e passou a se envolver mais ativamente na vida pública, aproximando-se da família Bolsonaro e adotando uma postura política alinhada ao conservadorismo.
No final de 2019, foi nomeada para um cargo em Gerência de Jornalismo Web e Radioagência na Empresa Brasil de Comunicação (EBC). Em março de 2023, começou a trabalhar como assessora parlamentar do deputado estadual Paulo Mansur (PL) na Assembleia Legislativa do Estado de São Paulo (Alesp).
Em julho de 2023, iniciou sua vida partidária ao ser convidada a disputar as eleições municipais de 2024 pelo Partido Liberal (PL) da capital paulista, como candidata à Câmara Municipal de São Paulo (CMSP).

### Caso de homofobia
Em dezembro de 2019, Karol afirmou ter sido vítima de agressão homofóbica em um quiosque na Barra da Tijuca, no Rio de Janeiro, enquanto estava com a então namorada, a policial civil Suellen Silva dos Santos. Foi espancada a socos e pontapés pelo auxiliar administrativo Alexandre Silva e ficou com o rosto desfigurado. Karol afirmou que o agressor estaria importunando-a, chamando-a de "aberração" e assediando a sua namorada. Por outro lado, o agressor relatou à Polícia Civil que Karol estaria sob efeito de cocaína e que estava manuseando arma de fogo, que não houve motivação homofóbica e que Karol teria iniciado a briga. A Polícia Civil concluiu que não houve motivação homofóbica e indicou a vítima por calúnia, porte ilegal de arma e lesão corporal.

#### Reações
Após a ocorrência, apoiadores de Jair Bolsonaro, como Gabriel Monteiro e Carla Zambelli, bem como entidades LGBTs, manifestaram apoio à influenciadora digital.
Em grupos de militantes de direita, acusaram os movimentos LGBTs pela "falta de solidariedade em razão de a mulher ser uma ferrenha apoiadora do governo [de Jair Bolsonaro]". Do lado da esquerda, declarações como "bem feito" e "pagou pelo que ela pregou" ecoaram. O deputado federal Eduardo Bolsonaro escreveu no Twitter: "Pela direita, o agressor teria pesada prisão. Será que a esquerda apoia tal medida?". O ex-deputado Jean Wyllys, por sua vez, afirmou que "uma fascista lésbica foi vítima da homofobia que sempre negou".

### Atos de 8 de janeiro em Brasília
Em 8 de janeiro de 2023, esteve presente nos atos de 8 de janeiro em Brasília, o que levou à sua exoneração do cargo comissionado que havia assumido em novembro de 2019, na Empresa Brasil de Comunicação (EBC). A exoneração foi assinada por Roni Baksys, então diretor-geral da estatal. Embora tenha participado dos atos ocorridos na Praça dos Três Poderes, e convocado manifestantes para acampamentos estabelecidos em frente a quartéis, ela afirmou num vídeo em suas redes socais ser contra "qualquer tipo de manifestação que viole a constituição e o Estado Democrático de Direito", e disse ter se retirado do local quando "os ânimos se exaltaram."

### Religiosidade e suposta cura homoafetiva
Em setembro de 2023, após participar de um retiro religioso na igreja Assembleia de Deus de Rio Verde, em Goiás, declarou publicamente estar renunciando à sua homossexualidade, afirmando que havia abandonado "vícios e desejos da carne". A decisão gerou repercussão, sendo classificada por alguns veículos como tentativa de "cura gay" — prática condenada pelo Conselho Federal de Psicologia. A atitude motivou reações negativas de ativistas e políticos, resultando numa solicitação de apuração sobre o suicídio de Karol ao Ministério Público Federal (MPF) pelos deputados federais do Partido Socialismo e Liberdade (PSOL) Erika Hilton, Luciene Cavalcante e Henrique Vieira. Em relato posterior, o jornalista Tiago Pavinatto, que também é homossexual, contou que, durante o retiro, Karol desabafou com ele em lágrimas, dizendo que estava falhando em reprimir seu desejo por mulheres. Apoiador do conservadorismo, Pavinatto classificou a mistura de política com religião como um "desserviço" e disse que essas terapias são uma forma de “tortura mental”, levando à ideação suicida em 90% dos casos e agravando quadros de depressão em 100%.

## Vida pessoal
Era prima de terceiro grau da cantora e compositora Cássia Eller. Assumidamente homossexual e conservadora, ficou conhecida por expressar seus posicionamentos e opiniões nas suas redes sociais.

## Morte
Karol Eller suicidou-se aos 36 anos, na noite de 12 de outubro de 2023, após cair do quinto andar do edifício onde morava, no bairro do Campo Belo, zona sul de São Paulo. A influenciadora já havia exposto publicamente sua luta contra a depressão. Pouco antes da morte, publicou nas redes sociais uma mensagem de despedida, em que dizia ter "perdido a guerra" e pedia perdão à mãe. Um dos seus vizinhos, após ver essa mensagem, interfonou para o seu apartamento e para a portaria. A polícia foi acionada e tentou conversar com Karol no seu apartamento antes do incidente, mas ela já estava na janela. Logo após tirar a própria vida, os bombeiros arrombaram a porta do seu apartamento para "encontrar sua documentação", e encontraram uma quantidade não especificada de medicamentos e manchas de sangue nos móveis sem sinais de luta corporal. O caso foi registrado pela Polícia Civil do Estado de São Paulo como suicídio consumado, pelo 27.º departamento de polícia do bairro Campo Belo. O seu corpo foi sepultado em 15 de outubro de 2023, no Cemitério Memorial Park, em Governador Valadares, sua cidade natal.
A notícia de sua morte foi amplamente comentada por aliados de Jair Bolsonaro, com homenagens de Michelle Bolsonaro, os filhos Eduardo, Flávio e Renan Bolsonaro, além de políticos como Damares Alves, Marcos Pontes, Marcelo Álvaro Antônio e Nikolas Ferreira. A cantora Zélia Duncan também prestou suas condolências, e disse que a morte da Karol a "deixou abalada".